# Ратомир Вићентић
Ратомир Вићентић (рођен 5. августа 1939. године у Ивањици, умро 14. јула 2009. у Београду) је бивши југословенски кошаркаш. Играо је за кошаркашки клуб Црвена звезда од 1958. до 1965. године. Након престанка кошаркашке каријере био је професор и директор Више политехничке школе у Београду.

## Каријера
Ратомир се у Београд доселио 1950. године услед промене посла његовог оца. Већ 1952. године посетио је једну утакмицу на Малом Калемегдану, где се заљубио у кошарку. Већ 1957. године након освојеног јуниорског првенства Југославије постаје и првотимац Црвене звезде. За црвено-беле је играо од 1958. до 1965. године, и на 130 утакмица забележио је 2122 поена. Био је један од водећих стрелаца како Црвене звезде тако и целе лиге. Неколико сезона је имао просек преко 20 поена по мечу. Ипак током своје каријере није освојио нити један трофеј у сениорском тиму Црвене звезде.
Због болести је раније завшрио играчку каријеру, а након тога до 1972. године био био технички директор у Црвеној звезди.

### Репрезентација
Са репрезентацијом Југославије освојио је бронзану медаљу на Медитеранским играма у Напуљу 1963. године

## Остало
Био је дипломирани инжењер машинства, па је по окончању кошаркашке каријере био и професор. Умро је 2009. у Беграду у 70-тој години живота.